# Pesticide Action Network
Pesticide Action Network (PAN) est un réseau international d'organisation non gouvernementales d'action contre l'emploi de pesticides, fondé en 1982.
Les ONG "Pesticide Action Network" sont au nombre de 600. Elles sont réparties sur les cinq continents et présentes dans 90 pays.
Ce réseau mondial lutte pour la promotion, la diffusion et l’adoption de projets alternatifs  et de pratiques agricoles écologiquement saines et durables, répondant au développement durable en lieu et place de l’utilisation des pesticides dangereux.
L'action conduite par ce réseau est de protéger la santé humaine et l’environnement des méfaits causés par les pesticides en retirant du marché des pesticides hautement toxiques et promouvoir des solutions naturelles, biologiques et écologiques. Elle vise également à s'opposer aux cultures OGM.
La section européenne fut créée en 1983.